# Léon Dierx

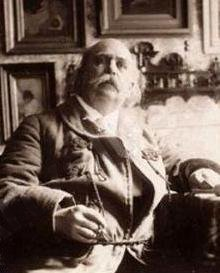
Léon Dierx

Marais Victor Léon Dierx, född den 31 mars 1838 på ön Réunion, död den 11 juni 1912 i Paris, var en fransk skald. 
Dierx slöt sig till "les parnassiens" och skrev i "Le parnasse contemporain". Hans sparsamma, formstränga och tungsinta diktning föreligger i diktsamlingarna Aspirations poétiques (1858), Poèmes et poésies (1864), Lèvres closes (1867), Les paroles d'un vaincu (1871) och Les amants (1879) och den dramatiska scenen La rencontre (1875), med undantag av det första arbetet samlade i Poésies complètes (2 band, 1889-90; ny upplaga under titeln Œuvres complètes 1894-96). Efter Mallarmés död 1898 korades Dierx av de unga till fransk skaldefurste.